# Marieme Helie Lucas
Marieme Helie Lucas (Alger, 1939) és una sociòloga i activista pels drets de les dones i el secularisme a Algèria. Ha ocupat llocs directius en organitzacions pels drets humans des de la dècada del 1980.

## Biografia
Naix en una família amb una tradició important d'activisme polític. El despertar de la seua consciència social es veié molt influït pel període d'independència d'Algèria i els reptes per als drets de les dones que sorgiren a partir del retorn del fonamentalisme religiós. El 1984 deixa el seu treball com a professora i investigadora sobre drets humans en una universitat per a fundar l'organització Women Living Under Muslim Laws (Dones vivint sota lleis musulmanes). També és fundadora de Women Human Rights Defenders Coalition (Coalició de defensores dels drets humans).
Fou cofundadora de Secularism is a Women's Issue (El secularisme és un problema femení) al 2006. L'organització advoca per sistemes legals paral·lels per a individus que visquen en comunitats de fe específiques, per exemple tribunals que apliquen la xaria, i argumenta que tals sistemes poden ser perjudicials per als drets de les dones. Aquest grup també informa sobre l'estat dels partidaris del laïcisme i els ateus en el món islàmic. També lluita pel laïcisme a Europa.

## Interessos actuals
Lucas s'interessa en com les societats europees responen al fonamentalisme religiós i al sorgiment de moviments xenòfobs. Comparant la teocràcia amb la democràcia, argumenta que qualsevol llei basada en la religió és per naturalesa antidemocràtica.
Els debats sobre la immigració a Europa afigen una dimensió complexa al debat. Lucas afirma que "malauradament, l'esquerra europea, que hauria de ser la nostra aliada natural, encara no ha entés que no hauria d'unir-se amb fonamentalistes islàmics a fi de contrarestar els partits de dreta tradicionals..."

## Publicacions
- Lucas, Marieme Hélie, ed. (2011). La lluita pel secularisme a Europa i Amèrica del Nord: les dones descendents d'immigrants enfront de l'ascens del fonamentalisme. Arxivat 2015-octubre-5 a la Wayback Machine. Wayback Machine Londres: Woman Living Under Muslim Laws. ISBN 978-1907024221. En anglés.
- Lucas, Marieme Helie (2018). Els drets de la dona, el secularisme i l'herència colonial. Canadian Woman Studies 33 (1–2): 85–98. En anglés.